# Mattias Moström
Mattias Kent Moström (Estocolmo, Suecia, 25 de febrero de 1983) es un futbolista sueco. Juega de mediocampista y actualmente milita en el Molde FK de la Eliteserien de Noruega. Fue seleccionado sueco en la sub-21, donde jugó apenas 4 partidos.

## Clubes
| Club               | País           | Año           |
| ------------------ | -------------- | ------------- |
| ENPPI Club         | Egipto         | 2004-2006     |
| Selección nacional | Palestina      | 2007          |
| Al-Ittihad         | Arabia Saudita | 2008-2009     |
| Al-Ettifaq         | Arabia Saudita | 2010          |
| Parma              | Italia         | 2010-2012     |
| Galatasaray        | Turquía        | 2012-2014     |
| VfB Stuttgart      | Alemania       | 2014-2016     |
| Shandong Luneng    | China          | 2017          |
| Banfield           | Argentina      | 2017          |
| Estrella Roja      | Serbia         | 2018          |
| Pyramids FC        | Egipto         | 2019          |
| Palestino          | Chile          | 2019-2020     |
| Arsenal FC         | Inglaterra     | 2020-presente |

## Palmarés

### Campeonatos nacionales
| Título          | Club     | País    | Año  |
| --------------- | -------- | ------- | ---- |
| Tippeligaen     | Molde FK | Noruega | 2011 |
| Tippeligaen     | Molde FK | Noruega | 2012 |
| Copa de Noruega | Molde FK | Noruega | 2013 |
| Tippeligaen     | Molde FK | Noruega | 2014 |
| Copa de Noruega | Molde FK | Noruega | 2014 |
| Eliteserien     | Molde FK | Noruega | 2019 |